# Carlos Antony
Carlos Antony  dit "Kadu" est un ancien joueur franco-brésilien de volley-ball né le 23 avril 1988 à Rio de Janeiro. Il mesure 1,92 m et jouait réceptionneur-attaquant. Il a commencé à jouer au volley avec 12 ans au Flamengo (Brésil). En 2007, il a eu l´occasion de jouer au Paris Volley, année où il fait ses débuts dans le championnat français. Lors de la saison 2022/2023, il a commencé sa carrière d'entraîneur à C'Chartres Volley en N2. Lors de sa première saison en tant qu'entraîneur, le club obtient pour la première fois de son histoire la promotion en division Élite (3e Division).

## Clubs
| Club                  | Pays      | De        | À         |
| --------------------- | --------- | --------- | --------- |
| Paris Volley          | France    | 2007-2008 | 2010-2011 |
| Chaumont VB 52        | France    | 2011-2012 | 2012-2013 |
| Tourcoing LMVB        | France    | 2013-2014 | 2014-2015 |
| Mende VL              | France    | 2015-2016 | 2017-2018 |
| AS Saint-Jean-d'Illac | France    | 2018-2019 | 2018-2019 |
| VC Eltmann            | Allemagne | 2019-2020 | 2019-2020 |
| Grand Nancy VB        | France    | 2020-2021 | 2020-2021 |
| AL Caudry VB          | France    | 2021-2022 | 2021-2022 |
| C'Chartres            | France    | 2022-2023 | 2023-2024 |

## Palmarès
- Championnat de France (4)
  - Champion Pro A : 2008, 2009
  - Champion Pro B : 2014
  - Champion NM2 : 2016
- Coupe de France fédérale (1)
  - Vainqueur : 2017